# Лендићи (Грачаница)
Лендићи су насељено мјесто у Босни и Херцеговини, у општини Грачаница, које административно припада Федерацији Босне и Херцеговине. Према попису становништва из 2013. у насељу је пописано 237 становника.

## Историја
У току рата 1992. године, становништво Лендића нашло се у подручју ратних дејстава и присилно је исељено, а инфраструктура дјелимично или потпуно уништена. Повратак је минимално остварен, до 5% становништва.

## Становништво
| Националност       | 1991. | 1981. | 1971. |
| Срби               | 269   | 252   | 262   |
| Муслимани          | 31    | 26    | 19    |
| Југословени        | 8     | 14    |       |
| Хрвати             | 1     | 4     | 9     |
| остали и непознато | 9     | 1     |       |
| Укупно             | 318   | 297   | 290   |

## Привреда
Становници Лендића углавном су се бавили пољопривредом и сточарством, или гравитирали ка индустријским средиштима у долини Спрече и Босне.

## Башча
Башча је дио Лендића гдје је прије рата била стара читаоница и одбојкашки терен. Налази се на узвисини одакле се баца поглед на скоро све стране. После рата на Башчи изграђено је неколико кућа за новодосељене Бошњаке.